# 공포의 18일
"공포의 18일"은 한국에서 제작된 조해원 감독의 1968년 영화이다. 김진규 등이 주연으로 출연하였고 홍의선 등이 제작에 참여하였다.

## 출연

### 주연
- 김진규
- 태현실
- 김석훈

## 기타
- 조명: 김강일
- 미술: 이명수